# Vatikanobelisken
Vatikanobelisken er en egyptisk obelisk og en af de tretten gamle obelisker i Rom. Denne obelisk er placeret på Peterspladsen i Vatikanstaten. Det er den eneste gamle obelisk i Rom, der aldrig er faldet. Den er fremstillet af rød granit og har en højde på 25,3 meter, og sammen med korset og basen (bestående af fire bronzeløver af Prospero Antichi) når den næsten 40 meter.
Den er af egyptisk oprindelse, uden hieroglyffer og kommer, i henhold til Plinius, fra byen Heliopolis ved Nilen. Inden den kom til Rom, stod den Forum Iulii i Alexandria i Egypten. Kejser Caligula fik den sendt til Rom i 40 e.Kr. og placerede den i centrum af Neros cirkus, hvis placering i moderne tid ligger hovedsageligt i Vatikanstaten. Den forblev her, efter at Neros cirkus blev forladt, og besat af en nekropolis. I det 16. århundrede blev den flyttet hen ved siden af den gamle Peterskirke ved Rotonda di Sant'Andrea.

## Historie
Efter at have stået på samme sted i Rom siden ca. 40 e.Kr., blev den flyttet næsten 800 fod på foranledning af pave Sixtus V på en enkelt dag den 10. september 1586. Arbejdet blev udført under ledelse af arkitekten Domenico Fontana, der krævede tretten måneders forberedende arbejde, 800 mand, 160 heste og 45 spil for at udføre arbejdet. Det var den første af Roms obelisker, der blev rejst i moderne tid. I hævningsoperationerne lød der et berømt råb fra en bestemt sømand Benedetto Bresca: Acqua alle funi (it) ("Vand på rebene!"), for at undgå brud på rebene, der var ved at give efter under den store vægt af obelisken.
Idéen om at flytte obelisken blev først rejst af pave Nicholas V. Sixtus V's flytning blev betragtet som en symbolsk handling, der illustrerede kristendommens triumf over hedendommen. Efter den vellykkede flytning fik Fontana til opgave at flytte tre mindre obelisker i Rom.
En detaljeret beretning om flytningen blev offentliggjort i Della transportatione dell'obelisco Vaticano e delle fabriche di Sisto V (Rom, 1590). Astronomen Ignazio Danti er kendt for at have hjulpet Fontana i dette arbejde.
I henhold til en populær middelalderlegende menes den gamle bronzeklode, der kronede obelisken, at indeholde asken fra Julius Cæsar eller Trajan. I anledning af obeliskens flytning blev kloden præsenteret for byen af Sixtus V. Den blev først placeret på Marforio-fontænen, derefter i 1692 på balustraden på Piazza del Campidoglio. I 1848 blev det bragt ind i Palazzo dei Conservatori.